# Augusto de Prima Porta
Augusto de Prima Porta é uma estátua do imperador romano Augusto que foi descoberta em 20 de abril de 1863 na Villa de Augusto, Prima Porta, Roma. Atualmente está a mostra no Braccio Nuovo nos Museus Vaticanos.
A estátua, baseada no Doríforo de Policleto do século V a.C., é uma imagem idealizada de Augusto, foi talhada em mármore e estava na Casa de Lívia Drusa, esposa do imperador. Ainda contém alguns resquícios de tintas douradas, púrpuras, azuis e outras cores com as quais ela foi policromada.